# Lontano da qui (singolo)
Lontano da qui è un singolo di Simonetta Spiri pubblicato nell'estate del 2013.

## La canzone
Il brano è stato scritto da Nicolas Bonazzi e parla del futuro incerto che colpisce molti giovani costretti a lasciare il proprio paese per cercar fortuna.
Nell'album Quella che non vorrei è contenuta anche una versione acustica della canzone interpretata da Simonetta assieme a Nicolas.

## Video musicale
Il videoclip è stato girato in Sardegna per la regia di Stefano Bertelli ed è stato pubblicato su youtube il 4 luglio 2013. Nell'ultima scena del videoclip compare anche l'autore del brano Nicolas Bonazzi.

## Tracce
- Download digitale

1. Lontano da qui - 3:40